# Conus zebra
Espèce
Statut de conservation UICN

 DD  : Données insuffisantes
Conus zebra est une espèce de mollusques gastéropodes marins de la famille des Conidae.
Comme toutes les espèces du genre Conus, ces escargots sont prédateurs et venimeux. Ils sont capables de « piquer » les humains et doivent donc être manipulés avec précaution, voire pas du tout.

## Description
La taille de la coquille varie entre 20 mm et 40 mm. La coquille est cylindriquement ovale, avec une spire modérée et lisse. Le verticille est enroulé en dessous par des rainures distantes. La coquille est nuancée d'olivâtre, de bleu cendré et de marron, avec des lignes tournantes articulées de taches marron et blanches. L'ouverture est tachée de brun. 

## Distribution
Cette espèce marine est connue au large des Solomons, de la Papouasie-Nouvelle-Guinée et de l'Irian Jaya, en Indonésie et au large des Philippines. 

### Niveau de risque d’extinction de l’espèce
Selon l'analyse de l'UICN réalisée en 2011 pour la définition du niveau de risque d'extinction, cette espèce est présente le long de la côte de l'Indonésie, de la Papouasie-Nouvelle-Guinée et des îles Salomon et se trouve à des profondeurs intertidales allant jusqu'à 30 m. Il n'y a pas de menaces majeures connues pour cette espèce, mais il n'y a pas eu d'enregistrement de cette espèce au cours des 30 dernières années. Elle est donc inscrite dans la catégorie Données insuffisantes.

## Taxonomie

### Publication originale
L'espèce Conus zebra a été décrite pour la première fois en 1810 par le naturaliste français Jean-Baptiste Lamarck dans « Annales du Muséum d'Histoire Naturelle »,.

### Synonymes
- Conus (Phasmoconus) zebra Lamarck, 1810 · appellation alternative
- Conus nahoniaraensis da Motta, 1986 · non accepté
- Phasmoconus (Phasmoconus) zebra (Lamarck, 1810) · non accepté
- Phasmoconus zebra (Lamarck, 1810) · non accepté